# Tióssovski
Tióssovski (en rus: Тёсовский) és un poble (un possiólok) de l'óblast de Nóvgorod, a Rússia, segons el cens del 2014 tenia 787 habitants.